# New Forest East
Circonscription parlementaire de la Chambre des communes
Pour les articles homonymes, voir New Forest.
La circonscription de New Forest East est une circonscription parlementaire britannique située dans le Hampshire, et représentée à la Chambre des communes du Parlement britannique depuis 1997 par Julian Lewis, Indépendant depuis 2020.

## Members of Parliament
| Élection | Élection | Membre       | Membre      | Parti        |
| -------- | -------- | ------------ | ----------- | ------------ |
|          | 1997     | Julian Lewis |             | Conservateur |
|          | 2020     | Julian Lewis | Indépendant |              |

## Élections

### Élections dans les années 2010
| Parti         | Parti                | Candidat             | Voix   | %     | ±    |
| ------------- | -------------------- | -------------------- | ------ | ----- | ---- |
|               | Conservateur         | Julian Lewis         | 32,769 | 64,5  | +1.9 |
|               | Travailliste         | Julie Hope           | 7,518  | 14,8  | -5.0 |
|               | Libéral Démocrate    | Bob Johnston         | 7,390  | 14,6  | -0.6 |
|               | Green                | Nicola Jolly         | 2,434  | 4,8   | +2.4 |
|               | Animal Welfare       | Andrew Knight        | 675    | 1,3   | +1.3 |
| Majorité      | Majorité             | Majorité             | 25,251 | 49,7  | +6.9 |
| Participation | Participation        | Participation        | 50,786 | 69,0  | -2.4 |
|               | Conservateur retenir | Conservateur retenir | Swing  | +3.45 |      |

| Parti         | Parti                | Candidat             | Voix   | %    | ±    |
| ------------- | -------------------- | -------------------- | ------ | ---- | ---- |
|               | Conservateur         | Julian Lewis         | 32,162 | 62,6 | +6.4 |
|               | Travailliste         | Julie Renyard        | 10,167 | 19,8 | +7.6 |
|               | Libéral Démocrate    | David Harrison       | 7,786  | 15,2 | +5.8 |
|               | Green                | Henry Mellor         | 1,251  | 2,4  | -2.3 |
| Majorité      | Majorité             | Majorité             | 21,995 | 42,8 | +3.0 |
| Participation | Participation        | Participation        | 51,366 | 71,4 | +3.4 |
|               | Conservateur retenir | Conservateur retenir | Swing  | -0.6 |      |

| Parti         | Parti                | Candidat             | Voix   | %     | ±     |
| ------------- | -------------------- | -------------------- | ------ | ----- | ----- |
|               | Conservateur         | Julian Lewis         | 27,819 | 56,3  | +3.4  |
|               | UKIP                 | Roy Swales           | 8,657  | 17,5  | +12.5 |
|               | Travailliste         | Andrew Pope          | 6,018  | 12,2  | +2.3  |
|               | Libéral Démocrate    | Bruce Tennent        | 4,626  | 9,4   | −20.9 |
|               | Green                | Sally May            | 2,327  | 4,7   | +2.7  |
| Majorité      | Majorité             | Majorité             | 19,162 | 38,8  | +16.2 |
| Participation | Participation        | Participation        | 49,447 | 68,0  | −0.7  |
|               | Conservateur retenir | Conservateur retenir | Swing  | +11.2 |       |

| Parti         | Parti                | Candidat             | Voix   | %    | ±    |
| ------------- | -------------------- | -------------------- | ------ | ---- | ---- |
|               | Conservateur         | Julian Lewis         | 26,443 | 52,8 | +3.4 |
|               | Libéral Démocrate    | Terry Scriven        | 15,136 | 30,3 | −3.0 |
|               | Travailliste         | Peter W.J. Sopowski  | 4,915  | 9,8  | −2.4 |
|               | UKIP                 | Peter A. Day         | 2,518  | 5,0  | −0.1 |
|               | Green                | Beverley J. Golden   | 1,024  | 2,0  | N/A  |
| Majorité      | Majorité             | Majorité             | 11,307 | 22,6 | +8.1 |
| Participation | Participation        | Participation        | 50,036 | 68,7 | +2.6 |
|               | Conservateur retenir | Conservateur retenir | Swing  | +3.2 |      |

### Élections dans les années 2000
| Parti         | Parti                | Candidat             | Voix   | %    | ±    |
| ------------- | -------------------- | -------------------- | ------ | ---- | ---- |
|               | Conservateur         | Julian Lewis         | 21,975 | 48,6 | +6.2 |
|               | Libéral Démocrate    | Brian Dash           | 15,424 | 34,1 | +0.7 |
|               | Travailliste         | Stephen Roberts      | 5,492  | 12,1 | −9.6 |
|               | UKIP                 | Katy Davies          | 2,344  | 5,2  | +2.7 |
| Majorité      | Majorité             | Majorité             | 6,551  | 14,5 |      |
| Participation | Participation        | Participation        | 45,235 | 65,9 | +2.7 |
|               | Conservateur retenir | Conservateur retenir | Swing  | +2.7 |      |

| Parti         | Parti                | Candidat             | Voix   | %    | ±     |
| ------------- | -------------------- | -------------------- | ------ | ---- | ----- |
|               | Conservateur         | Julian Lewis         | 17,902 | 42,4 | −0.5  |
|               | Libéral Démocrate    | Brian Dash           | 14,073 | 33,4 | +1.1  |
|               | Travailliste         | Alan Goodfellow      | 9,141  | 21,7 | −3.1  |
|               | UKIP                 | William Howe         | 1,062  | 2,5  | N/A   |
| Majorité      | Majorité             | Majorité             | 3,829  | 9,0  |       |
| Participation | Participation        | Participation        | 42,178 | 63,2 | −11.4 |
|               | Conservateur retenir | Conservateur retenir | Swing  | −1.6 |       |

### Élections dans les années 1990
| Parti         | Parti                                  | Candidat        | Voix   | %    | ±   |
| ------------- | -------------------------------------- | --------------- | ------ | ---- | --- |
|               | Conservateur                           | Julian Lewis    | 21,053 | 42,9 | N/A |
|               | Libéral Démocrate                      | George Dawson   | 15,838 | 32,3 | N/A |
|               | Travailliste                           | Alan Goodfellow | 12,161 | 24,8 | N/A |
| Majorité      | Majorité                               | Majorité        | 5,215  | 10,6 | N/A |
| Participation | Participation                          | Participation   | 49,052 | 74,6 | N/A |
|               | Conservateur vainqueur (nouveau siège) |                 |        |      |     |

## Sources
- Résultats élections, 2005 (BBC)
- Résultats élections, 1997 - 2001 (BBC)
- Résultats élections, 1997 - 2001 (Election Demon)
- Résultats élections, 1997 - 2005 (Guardian)